# Aura Dione
Maria Louise Joensen (n. 21 ianuarie 1985, Copenhaga, Danemarca), cunoscută după numele de scenă Aura Dione, este o cântăreață și cantautoare daneză cu origine feroeză, spaniolă, franceză și daneză. În 2008 ea și-a lansat albumul de debut, Columbine, care, până în 2011 se vânduse în 100.000 de exemplare în toată lumea. Albumul a dat naștere hitului single „I Will Love You Monday (365)”, care a ajuns numărul unu în Germania și a fost certificat platină pentru vânzările a 300.000 de exemplare. 

## Discografie

### Albume
| Titlu                | Detalii album                                                                                    | Poziții în topuri | Poziții în topuri | Poziții în topuri | Poziții în topuri | Certificări | Vânzări                        |
| Titlu                | Detalii album                                                                                    | DEN               | AUT               | GER               | SWI               | Certificări | Vânzări                        |
| -------------------- | ------------------------------------------------------------------------------------------------ | ----------------- | ----------------- | ----------------- | ----------------- | ----------- | ------------------------------ |
| Columbine            | - Lansat: 28 ianuarie 2008 - Label: Music for Dreams - Formate: CD, digital download             | 3                 | 31                | 44                | 30                | - DEN: Aur  | - World: 100.000 - DEN: 20.000 |
| Before the Dinosaurs | - Lansat: 4 noiembrie 2011 - Label: Island, Universal, Koolmusic - Formate: CD, digital download | 6                 | 30                | 14                | 36                | - AUT: Aur  | - World: 210,000               |

### Single-uri
| An                                                                             | Titlu                                | Poziții în topuri | Poziții în topuri | Poziții în topuri | Poziții în topuri | Poziții în topuri | Poziții în topuri | Poziții în topuri | Poziții în topuri | Certificări                                         | Album                             |
| An                                                                             | Titlu                                | DEN               | AUT               | FRA               | GER               | NLD               | SVK               | POL               | SWI               | Certificări                                         | Album                             |
| ------------------------------------------------------------------------------ | ------------------------------------ | ----------------- | ----------------- | ----------------- | ----------------- | ----------------- | ----------------- | ----------------- | ----------------- | --------------------------------------------------- | --------------------------------- |
| 2007                                                                           | "Something from Nothing" (as Aura)   | 7                 | —                 | —                 | —                 | —                 | —                 | —                 | —                 | - DEN: Aur                                          | Columbine (Danish Edition)        |
| 2008                                                                           | "Song for Sophie" (as Aura)          | 16                | —                 | —                 | —                 | —                 | —                 | —                 | —                 | - DEN: Aur                                          | Columbine (Danish Edition)        |
| 2008                                                                           | "I Will Love You Monday" (as Aura)   | 20                | —                 | —                 | —                 | —                 | —                 | —                 | —                 |                                                     | Columbine (Danish Edition)        |
| 2008                                                                           | "Stay the Same" (as Aura)            | —                 | —                 | —                 | —                 | —                 | —                 | —                 | —                 |                                                     | Columbine (Danish Edition)        |
| 2009                                                                           | "Only Here For a Moment"             | —                 | —                 | —                 | —                 | —                 | —                 | —                 | —                 |                                                     | Non-album single                  |
| 2009                                                                           | "I Will Love You Monday (365)"       | —                 | 2                 | —                 | 1                 | 58                | 14                | 3                 | 2                 | - AUT: Platină - GER: Platină - SWI: Platină        | Columbine (International Edition) |
| 2010                                                                           | "Song for Sophie (I Hope She Flies)" | —                 | 18                | —                 | 12                | —                 | 83                | —                 | 68                |                                                     | Columbine (International Edition) |
| 2010                                                                           | "Something from Nothing"             | —                 | —                 | —                 | 90                | —                 | —                 | —                 | —                 |                                                     | Columbine (International Edition) |
| 2011                                                                           | "Geronimo"                           | 1                 | 1                 | 95                | 1                 | —                 | 17                | —                 | 7                 | - DEN: Platină - AUT: Aur - GER: Platină - SWI: Aur | Before the Dinosaurs              |
| 2012                                                                           | "Friends" (featuring Rock Mafia)     | 6                 | 3                 | —                 | 4                 | —                 | 29                | 1                 | 10                | - DEN: Aur - AUT: Aur - GER: Aur - SWI: Aur         | Before the Dinosaurs              |
| 2012                                                                           | "In Love with the World"             | 5                 | 13                | —                 | 52                | —                 | —                 | —                 | —                 | - DEN: Aur                                          | Before the Dinosaurs              |
| 2012                                                                           | "Reconnect"                          | —                 | —                 | —                 | —                 | —                 | —                 | —                 | —                 |                                                     | Before the Dinosaurs              |
| "—" denotes a title that did not chart, or was not released in that territory. |                                      |                   |                   |                   |                   |                   |                   |                   |                   |                                                     |                                   |

## Legături externe
Materiale media legate de Aura Dione la Wikimedia Commons
- Official website
- Official Facebook Page
- Official twitter profile
- Official Youtube channel
- Aura Dione pe MySpace